# Turms l'etrusco
Turms l'etrusco (titolo originale Turms kuolematon) è un romanzo dell'autore finlandese Mika Waltari, pubblicato nel 1955.
Il libro è stato tradotto in oltre venti lingue. In Italia è apparso nel 1956, nella traduzione di Maria Gallone e ha avuto molte edizioni, a cura di varie case editrici.

## Trama
Nel romanzo, diviso in dieci libri, vengono descritte le avventure dell'immortale Lars Turms, che nato ad Efeso nel 510 a.C. circa, si avventura alla ricerca delle proprie origini, passando attraverso la Grecia, la Sicilia, per Roma, ed arrivando infine all'Etruria.

### Libro primo - Delfo
Nelle prime pagine del libro, si vede il protagonista Lars Turms divenuto signore d'Etruria e riconosciuto dai suoi pari come un immortale quasi divino regnante sulle città sacre della Dodecapoli. Invecchiato e logorato da un regno lungo e benevolo, non potendo possedere alcunché in quanto immortale, sceglie di portarsi con sé un vaso d'argilla contenente dei ciottoli raccolti durante le singole fasi della sua vita.
Il racconto inizia con il protagonista che sale sulla collina di Delfi per recarsi al tempio di Apollo, onde espiare il suo peccato: è infatti colpevole di aver dato fuoco al tempio della dea asiatica Cibele, onorato dai Persiani, e con esso l'intera città di Sardi, provocando così la rivolta ionica e la rappresaglia degli Achemenidi. La Pizia di Delfi, vista da Turms come Artemide, avversaria di Cibele, lo dichiara innocente e lo fa interrogare sul suo passato. Turms sa soltanto che è rimasto orfano di madre a soli tre anni e che fu costretto quando ne aveva dieci a lasciare Sibari per Mileto, a causa della guerra tra la prima e Crotone, e in seguito, dopo una vita da pastore, a trasferirsi ad Efeso; qui, dopo essersi rivolto alla dea Artemide, fu poi colpito da un fulmine e, sopravvissuto, decise di recarsi a Delfi, sperimentando lungo il cammino la sua prima trance danzando in una tempesta. Dopo questo, nonostante i sacerdoti e la Pizia gli consiglino di andare verso ovest, Turms sceglie invece di andare verso est, al fianco di un nuovo compagno, lo spartano esiliato Dorieo.

### Libro secondo - Dionisio di Focea
Turms e Dioreo diventano abili guerrieri a forza di combattere contro i Persiani, con il primo che viene soprannominato come "l'uomo ridanciano" in quanto non conosce la paura della morte. Saputo che Mileto è minacciata dai Persiani, giunti all'isolotto di Lade, dove è di stanza la flotta che la protegge Mileto, si uniscono alla ciurma di Dionisio di Focea. I Persiani danno fuoco a Mileto e al suo tempio di Apollo, e battono la flotta di Lade in una sanguinosa battaglia navale, ma Dionisio riesce ad attraversare la flotta persiana e a catturare una galea fenicia, fuggendo poi verso sud a costo di darsi alla pirateria: prima si arriva a Coo, dove Turms convince un filosofo di nome Micone a diventare medico della flotta, e poi a Pafo, sull'isola di Cipro, dove riesce a invocare i venti che soffiano verso ovest.

### Libro terzo - Imera
Dopo tre settimane di ardua navigazione, la flotta di Dionisio raggiunge le coste della Sicilia; arenati al largo di Imera, Turms e compagni vengono ospitati dal tiranno Crinippo. Insieme a Dorieo e a Micone, fanno la conoscenza di Tanakil, una padrona che li accoglie e prepara loro un banchetto sontuoso con tanto di danzatrici; Micone si innamora di una di esse, di nome Aura, e resta obbligato a sposarla, mentre Dorieo si innamora di Tanakil, che si rivela ricca e di sangue nobile. Turms viene invece invitato a incontrare i taciturni Tirreni, chiamati Etruschi dagli altri popoli d'Italia e che condividono il loro potere marittimo con i loro alleati, i Fenici di Cartagine; fa anche la conoscenza di Lars Alsir, un personaggio stranamente familiare, che gli conferma di essere protetto da Artemide e gli rivela le sue origini etrusche, e di Chidippe, giovane nipote di Crinippo.

### Libro quarto - La Dea d'Erice
I tre amici e loro compagni si mettono quindi in viaggio verso Erice, dove si trova un tempio ad Afrodite, in quanto ognuno di loro chiede delle risposte dalla dea che presiede all'amore e al matrimonio. Per farlo, devono prima attraversare le foreste abitate dai Sicani, i nativi della Sicilia centrale, e poi la città di Segesta, dove saranno ospitati dai figli di secondo letto di Tanakil, la quale li aiuta poi a raggiungere il tempio, che si trova in cima a una montagna. Tanakil spiega loro di essersi effettivamente sposata due volte grazie agli oracoli e ai sacerdoti della dea, e che vive con la speranza che la dea le conceda una terza apparizione; Dorieo afferma invece che il suo omonimo padre, discendente di Eracle, era stato ucciso a Segesta dove era giunto per diventarne re come era suo diritto. Con ciò, Tanakil e Dorieo trascorrono la notte dentro il tempio. Aura è invece svenuta dopo essere stata toccata da Micone, reso impotente dalla sua continua assiduità. Passata la notte insieme, Micone scopre che Aura può cadere in trance con una semplice imposizione delle mani: Micone esegue, e la donna cade in trance, ma quando Turms prova altrettanto, la giovane muore dopo che il suo corpo subisce un violento scossone, al che Tanakil fa rimuovere e bruciare il cadavere su una pira.
Rimasto l'ultimo, Turms entra nel tempio della dea e, addormentatosi, rimane preda a numerose visioni. Vedendo Chidippe sorridente e sdraiata sul letto, Turms decide di sedurla, chiamandola Arsinoe, la donna mortale che presterà il suo corpo alla dea e permetterà a chiunque entri nel tempio di vedere chiunque desideri; ma Arsinoe, resistendo, gli chiede se fosse riuscito a riconoscere il suo vero volto in pieno giorno. Risvegliatosi, Turms racconta a Tanakil la sua esperienza: la donna risponde che, in quanto iniziata di Afrodite, sa bene che i sacerdoti stipulano alleanze e matrimoni attraverso i colloqui della dea con i pellegrini (in quello stesso modo era già riuscita a sedurre i suoi due mariti defunti e poi Dorieo); quanto ad Arsinoe, ella è nata schiava cresciuta a Cartagine, ed è stata poi nominata a Erice al più alto rango di etera sacra di Afrodite, pertanto destinata a vivere il resto dei suoi giorni a sedurre tutti gli uomini che dormono ai suoi piedi, seguendo le istruzioni impartite dai sacerdoti. Turms le chiede lo stesso di vedere il volto di Arsinoe, cosa che gli viene concessa, e anzi, sotto la di lui influenza amorosa, la giovane si offre a lui; il protagonista scatena tuttavia durante il suo abbraccio una violenta tempesta, che colpisce Erice ma risparmia i due amanti in quanto protetti da una fitta nebbia. Terrorizzata, Tanakil traveste Arsinoe e chiama la più brutta delle prostitute a disposizione; Turms, che comanda gli spiriti dell'aria, esegue la danza del vento, di cui ne è diventato ormai il padrone, per ordinare alla tempesta di placarsi e allontanarla verso Segesta. Dopo il caos provocato, Tanakil ordina a tutti di lasciare Erice; Turms chiede Arsinoe di venire con loro, a patto che indossi gli abiti di Aura e ne imiti l'aspetto, ma ella rifiuta, dichiarando di appartenere alla dea.
A Turms non resta dunque che rapire Arsinoe dal tempio. Salito sulle mura e giunto al cortile interno, incontra un potente sacerdote che lo mette alla prova; superate le prove, Turms confessa le sue intenzioni, e il vecchio gli consiglia di prenderla nuda nello stato in cui era venuta al mondo. Turms esegue l'ordine e conduce Arsinoe (che in realtà si chiama Istafra) fuori dal tempio, al che, al suo risveglio, Arsinoe decide di seguire Turms. Così, alla fine, Tanakil permette ad Arsinoe di vestirsi da Aura, e i protagonisti tornano sani e salvi a Imera.

### Libro quinto - Viaggio a Erice
Appresa che i Persiani hanno raso al suolo Mileto e ora minacciano Atene, Dionisio propone di partire immediatamente con tutto il suo equipaggio. Indignatosi, Dorieo decide di restare in Sicilia per liberare Segesta e l'intero territorio di Erige, da cui discendono lui, suo padre e i suoi antenati fino a Eracle, e inoltre aggiunge che Arsinoe, in quanto sacerdotessa di Erice, conosce tutti i passaggi segreti per accedere alla città e al tempio, onde così liberare la città dal tiranno Crinippo. Non solo: Micone afferma di aver giaciuto con Arsinoe, avendola scambiata per la defunta Aura a causa della sua perfetta somiglianza tra loro, al che Dorieo lo colpisce e afferma di aver compiuto lui l'atto carnale, colpito com'era dal suo fascino; interrogata, Arsinoe ammette di aver ceduto a Micone per compiacerlo, e che Dorieo aveva mentito per pretese eroiche e vanità personale, quindi minaccia di tornare personalmente a Erice, non avendo più la forza di lottare per il suo amore, ma Turma le supplica di restare.
Frattanto, Dionisio scopre che i suoi marinai portano degli strani segni sulla spalla sinistra, che li marchia come pirati, e gli viene risposto che un mago glieli ha impressi loro per proteggerli dall'imminente battaglia navale; Dionisio riconosce il mago come un natio di Cartagine, poi scomparso, e i marinai erano stati scoperti e minacciati in quanto Cartagine punisce i pirati con la scorticazione. In aggiunta, Lars Altir, il mercante etrusco incontrato in precedenza, afferma che due navi da guerra cartaginesi si nascondono nelle coste occidentali di Imera per inseguire e catturare la flotta di Dionisio, e Crinippo, che li ha venduti ai cartaginesi, è pronto ad accendere una pira per segnalare la loro fuga. Occorre dunque fuggire il prima possibile: Dionisio manda a distruggere la pira e a recuperare i tesori conservati nelle cantine del tiranno, quindi, preso in fretta il mare, chiede a Dionisio di evocare la tempesta, ma questi non può farlo perché il suo amore per Arsinoe lo ha legato alla terraferma. I protagonisti spostano quindi la flotta verso ovest, dove li aspettano le due navi cartaginesi, ma riescono a speronarle e a rifugiarsi nei boschi. Qui Dorieo scende spontaneamente a riva per combattere i cartaginesi e dare ai focesi il tempo di incendiare le galee nemiche; lo spartano evita i soldati cartaginesi e riesce a raggiungere e a ucciderne il capitano, strappandogli gli orecchini e la collana (che concederà ad Arsinoe), ma alla fine viene colpito alla coscia da una freccia, e riportato a bordo da Dionisio.
Dopo tre giorni di navigazione, Dionisio e compagni ritornano in terraferma sicula, venendo però minacciati da una schiera di opliti etruschi. Turms medita di consegnare loro Arsinoe in quanto sacerdotessa di Erice, essendo gli Etruschi timorosi degli dei, ma la giovane rifiuta, dichiarando di aspettare un figlio da lui. Turms allora, dichiarandosi libero dalla terraferma e conscio di dover difendere Arsinoe e il figlio che tiene in grembo, sale sul ponte e inizia a invocare il vento. All'alba del quarto giorno, dopo che i timoni vengono riparati, la corrente trasporta la flotta a Panormo, ai piedi del monte Erice; qui, Dionisio fa uscire Dorieo dalla stiva, ma durante il viaggio lo spartano era stato messo ai ceppi perché delirava dopo la battaglia e le ferite, e affermava di aver incontrato più volte e di essere stato accudito da Teti, la dea del mare dalle bianche braccia.

### Libro sesto - Dorieo
A capo della sua ciurma, Dionisio sperona di sorpresa una grande nave di trasporto, facendo prigionieri tutti gli uomini all'interno, quindi fa aprire l'ampio capannone dove alloggiano gli schiavi scaricatori, li libera e vi getta dentro i prigionieri, venendo così accolto come un eroe dai greci che gli aprono le porte della città. La conquista di Panormo, tanto pianificata da Dorieo, si rivela un completo successo, tanto che intende usarla come testa di ponte per la conquista di Segesta e quindi di Erice e riprendersi il trono. In quel momento i Sicani raggiungono i focesi, e il loro capo annuncia una profezia secondo cui un nuovo re, di nome Erkle, scaccerà gli abitanti di Segesta, che hanno rubato loro le terre ancestrali; i Sicani si uniscono così ai focesi e ai contadini di Segesta, a loro volta oppressi dalla nobiltà, e tutti marciano verso la città. Raggiunte le mura, Dorieo con il suo nuovo esercito affronta quello dei nobili e dei mercenari di Segesta, e nella lunga e confusa battaglia, alla fine il grande cane Crimiso viene liberato dal sacro recinto, salvo poi sdraiarsi ai piedi di Dorieo; col morale alle stelle, lo spartano guida i suoi alla vittoria, uccidendo infine il re e brandendo la corona del cane sacro, mentre i segestani prendono il potere sui nobili, guidati dai due figli di Tanakil. Nei dodici giorni che seguono, due emissari cartaginesi giungono a Segeste: accetteranno di riconoscere Dorieo come re di Segesta e di tutta Erice, ma in cambio si dovrà pagare un risarcimento per Panormus, Erice andrà riconosciuta come città cartaginese, e Dionisio e i suoi uomini andranno estradati e consegnati a Cartagine dove saranno processati per il reato di pirateria. Il capitano risponde facendo fondere i tesori, distribuiti tra i suoi marinai, e poi catturando gli emissari che saranno condotti a Erice. Arrivati la sera seguente al porto cittadino, i focesi invadono la nave che attendeva gli emissari e gettano in mare l'equipaggio. Dionisio rinuncia a proseguire la rotta marittima verso Massilia, conquistata dai suoi antenati focesi, quindi decide di fuggire per mare, continuando le sue imprese da pirata per fare uno sgarro a Cartagine.
Negli anni seguenti, Dorieo sprofonda gradualmente nella malinconia, avendo perso la regalità del suo regno; intanto, Arsinoe da alla luce anche un secondo figlio, e nel frattempo il cane sacro di Segesta muore nel suo recinto nonostante le cure della sua giovane schiava, una bambina di nome Hanna. Alle domande di Turms, Hanna gli rivela che Arsinoe si chiama Istafra, e il bambino nato è figlio di Dorieo, che lo rivendica come suo erede; nonostante la donna neghi, i dubbi vengono dissipati da un segno sulla coscia del bambino, e viene fuori che Arsinoe si è infatti concesso a Dorieo nella stiva della nave, assumendo le sembianze di Teti. Furiosa per il tradimento del marito, Tanakil lo avvelena come già aveva fatto con i suoi precedenti mariti, quindi si getta lei stessa nel suo rogo, poiché per lei la vita senza di lui non ha alcun senso e resta solo la speranza di accompagnarlo nell'oltretomba.

### Libro settimo - I Sicani
Nel gruppo restano così solo Turms, Arsinoe, i due figlioletti, Micone e Hanna, i quali si dirigono nell'entroterra siciliano dove vivono i Sicani. Attraverso un loro rituale, il primogenito di Arsinoe, nato tramite Dorieo, verrà chiamato Erkle, mentre l'altro viene chiamato Hiuls, a seguito del verso della civetta che si sente per il resto della cerimonia. Quando a Micone, vivrà con i Sicani per un altro anno, ma la convivenza con loro e con i loro strani rituali lo porterà a farsi lentamente avvelenare dalle loro droghe, perdendo la capacità di distinguere la realtà dalla finzione, e alla fine decide di fuggire dalle rive del fiume senza far più ritorno. Ben presto, mentre Hanna, crescendo, si prende cura di Hiuls, nasce da Arsinoe una bambina, di nome Misme, come il nome della donna che aveva offerto da bere a Demetra perché era alla ricerca di sua figlia.
I bambini crescono, compresa Hanna, la quale è destinata a diventare una schiava bellissima da vendere in una grande città. Arsinoe rivela anche che Misme è la figlia di Micone, il quale si era dato al bere e, dopo aver abusato della sacra droga, incapace anche di sopportare il senso di colpa per aver tradito il suo amico Turms, era annegato nella palude. Dopo cinque anni trascorsi con i Sicani, giunge il momento di andarsene, ma Hiuls deve restare dai Sicani e diventare il loro capo in quanto essi vedono in lui il nuovo Erkle. Turms e Arsinoe sono quindi costretti a partire senza il figlioletto, ma con loro partiranno il geografo Senodoto, al soldo dei persiani, e il mercante etrusco Lars Alsir, che stavano entrambi tornando a Panormo. Lì, Arsinoe decide di partire con Misme sulla barca di Senodoto per la Persia; così, rimasto solo con Hanna, Turms si imbarca disperato sulla nave del mercante etrusco, verso Cartagine dove intende farsi scuoiare, ma riesce a combinare un rapporto con Hanna, la quale lo ringrazia per averle tolto la verginità perché non aveva altro da offrire a uno che aveva amato fin da piccola. Arsinoe però ritorna con Misme sulla nave etrusca ancora al molo, e convince Turms a chiamare il vento; Senodoto è infatti partito da solo, non prima di aver saldato il debito di Turms con Lars Alsir a Imera anni prima.

### Libro ottavo - I presagi
La nave di Turms viene spinta verso nord da un forte vento, fino a che non viene raggiunta Ostia, il porto di Roma, che sta lentamente espandendo la sua influenza. Lì, Turms viene raggiunto da un augure, il quale gli comunica che non è affatto un uomo comune, e lo accompagna in un luogo sacro su una rupe dove viene messo al corrente della sua immortalità e dei presagi sul suo futuro. Tornati in città, Turms vede che Roma fu conquistata dal lucumone etrusco Lars Porsenna, che però la lasciò al suo destino; oggi, il rinnegato romano Caio Marcio, alias Coriolano, sta tentando di fare lo stesso. Hanna rimane presto incinta e Arsinoe, nonostante Turms cerchi di impedirlo, la vende come schiava; sconsolato, l'etrusco decide di viaggiare e conoscere le città etrusche circostanti, tra Veio, Cere, Tarquinia, Populonia, Fiesole e Perusia.

### Libro nono - Il Lucumone
Al suo ritorno a Roma, però, Turms apprende che Arsinoe ha sposato l'anziano senatore Terzio Valerio, e che oltre ad assicurarsi la fortuna accumulata da Turms durante i suoi viaggi attraverso la dodecapoli, si è anche guadagnata una buona reputazione a Roma dopo aver convinto Coriolano ad abbandonare l'assedio della città. Valerio dona a Turms una semplice tenuta di campagna, e un anno dopo Arsinoe dà alla luce un altro figlio (ufficialmente il padre è Valerio, ma in realtà è Coriolano, che l'ha concepito con Arsinoe durante la di lei visita) e obbliga Turms a tenersi per sé Misme, la quale crescerà fino a diventare una ragazza brillante.
Anni dopo, Turms incontra nuovamente Senodoto, che ora rappresenta Serse, nuovo imperatore di Persia, negli affari del Mediterraneo occidentale. Sapendo di non provare alcun affetto per i Greci, e condividendo il pensiero del geografo secondo cui essi sono le peggiori bestie, i due decidono di risolvere insieme le questioni politiche nel Mediterraneo. I tiranni greci in Sicilia, Gelone di Siracusa e Terone di Akragas, hanno unito le forze pur di imporre il loro dominio nella Magna Grecia, e il re dei Persiani, che vuole occupare il territorio dei greci, intende conquistare anche le polis greche in Sicilia per impedir loro di mandare aiuti militari; Cartagine ha intanto promesso di inviare un esercito a Imera e ha chiesto alla Dodecapoli di unirsi alla campagna. Turms decide dunque di partire per Tarquinia e parlare con i lucumoni dell'Etruria per sostenere Cartagine. Alla fine viene organizzata una spedizione poderosa, ma i Greci si accordano segretamente con Roma, che tramite un pretesto attacca i territori di Veio, Tarquinia e Cere, il che costringe gli Etruschi a poter inviare meno uomini dato che altri devono andare a difendere i territori della Dodecapoli. Il condottiero punico Amilcare sbarca così a Imera affiancato anche dai Sicani; tra loro si trova anche Hiuls, che ora ha 12 anni. L'esercito greco si rivela però meglio organizzato nonostante l'inferiorità numerica; l'esercito cartaginese viene battuto sonoramente e lo stesso Amilcare cade sul campo.
Turms ritorna a Tarquinia con qualche difficoltà, e quindi a Cuma, dove incontra una sibilla che lo riconosce immediatamente come il prescelto e gli consiglia di cercare sé stesso. Tornato nella sua tenuta, viene arrestato e imprigionato con l'accusa di alto tradimento, ma per fortuna viene poi rilasciato in quanto gli Etruschi esercitano ancora una notevole influenza a Roma. Al che gli viene consigliato di dirigersi a nord, trova la sua patria, la sua montagna, la tomba di suo padre Lars Porsenna e la sua città, Clusio.

### Libro decimo - Il banchetto degli dei
Una volta portato al cospetto dei sovrani della Dodecapoli etrusca e messo da loro alla prova, Turms scopre che la sua città è protetta da Roma tramite un sacro trattato noto alle famiglie più antiche. Nonostante abbia compiuto miracoli, tra cui restituire la vista ai ciechi o trasformare un tronco in una colomba, l'etrusco stenta ancora a credere di essere il prescelto, al che gli altri lucumoni lo aiutano a scoprire le sue capacità. L'occasione si presenta quando, alla festa, dei giovani combattono per una vergine, che si rivela di essere Misme, figlia di Arsinoe allevata da Turms, e che viene conquistata da Lars Arnth. Ha così inizio il banchetto degli dei, che vengono invitati dai lucumoni; tra loro, appare anche un dio velato, a simboleggiare il cambiamento dei tempi, la fine di un'epoca e l'inizio di una nuova, mentre Turms capisce di essere un sovrano immortale che guiderà il suo paese in tempi incerti, e lo dimostra aiutando l'assemblea a promulgare leggi che proteggono i più deboli.
Anni dopo, Turms rivede Hanna, salvatasi dalla nave negriera, in compagnia del suo nuovo marito e un ragazzino, il cui padre è Turms stesso nonostante l'uomo sposato da Hanna lo abbia allevato come suo, e che è stato concepito a Panormo. Rallegrato per la buona sorte capitata ad Hanna e libero dal senso di colpa nei suoi confronti, Turms accetta di rimanere con lei e con il marito. Alla fine, gli etruschi perdono una battaglia navale a Cuma, perdendo così il loro potere marittimo nel Mediterraneo, ma grazie alla sapienza di Turms, maturata dalle sue esperienze, la civiltà tirrenica mantiene la sua saggezza. Allo stesso Turms, immortale ma invecchiato, resta soltanto un'ultima cosa: preparare una tomba per il suo corpo mortale, in attesa che gli spiriti prelevino la sua anima.

## Edizioni
- Mika Waltari, Turms l'etrusco: romanzo, Milano, Rizzoli, 1956.
- Mika Waltari, Sinuhe l'egiziano; Turms l'etrusco; Marco il romano, traduzione di unica traduzione autorizzata a cura di Maria Gallone, Milano, Rizzoli, 1962.
- Mika Waltari, Turms l'etrusco, traduzione di Maria Gallone, Milano, Rizzoli, 1976.
- Mika Waltari, Turms l'etrusco, Novara, Mondadori-De Agostini, 1986.
- Mika Waltari, Turms l'etrusco, traduzione di Maria Gallone, Milano, Rizzoli, settembre 1990, ISBN 9788817113809.
- Mika Waltari, Turms l'etrusco, Milano, Fabbri Editori, 2003.
- Mika Waltari, Turms l'etrusco, collana Le monete, Roma, Castelvecchi, 31 luglio 2013,  p. 480, ISBN 9788876159541.
- Mika Waltari, Turms l'etrusco: alla scoperta del più misterioso tra i popoli del Mediterraneo, Milano, Corriere della Sera, 2017.